# 간 내각 (제1차 개조)
간 제1차 개조내각(일본어: 菅第1次改造内閣)은 중의원 의원, 민주당 대표 간 나오토가 제94대 내각총리대신으로 임명되어, 2010년 9월 17일부터 2011년 1월 14일까지 존재한 일본의 내각이다.
내각을 개조하기 전과 마찬가지로 국민신당과의 연립내각이면서 9월 14일에 실시된 임기 만료에 의하는 민주당 대표 선거를 거쳐 내각을 발족했다. 통칭으로 간 개조내각(菅改造内閣)이라고 불린다. 이 내각으로 임한 제176회 국회에서는 법안 성립률이 37.8%를 나타내면서 일본국 헌법하의 국회내에서 가장 낮은 수준을 기록하였다.

## 개요
2010년 9월 14일, 임기 만료에 수반하는 민주당 대표 선거를 실시하면서 6월에 퇴진한 하토야마 유키오 내각의 뒤를 이어 내각 조성을 하고 있던 간 나오토 총리가 상대 후보인 오자와 이치로를 누르고 재선에 성공했으며 민주당 대표의 임기는 2012년 9월까지이다. 재선에 승리한 것을 계기로 대부분의 각료를 하토야마 내각으로부터 계승하고 있던 간 나오토는 7월에 있은 제22회 참의원 의원 통상선거에서 패배한 책임을 놓고 궁지에 몰려 있는 민주당 집행부의 인사를 포함한 쇄신을 강행, 민주당 연립 정권으로서는 최초로 내각 개조를 단행했다. 이 개조내각은 인증식을 거쳐 17일에 정식으로 발족했다.
센고쿠 요시토, 마에하라 세이지, 무라타 렌호, 노다 요시히코 등은 반(反)오자와파이며 간 나오토를 지지하는 파벌들은 거의 유임되었지만(마에하라는 국토교통대신에서 외무대신으로 직무가 변경됨), 하라구치 가즈히로, 야마다 마사히코 등의 오자와 지지파는 교체되면서 오자와 지지파의 입각은 하토야마 그룹에서 3명으로 기용하는 데에만 머물렀다. 또, 오자와 그룹에서는 단 한명도 입각하지 않았고 개조 전보다 ‘탈 오자와’(脱小沢)의 측면이 강한 내각이 되었다.
민주당 정권이 출범한 이후 연립 상대였던 국민신당 출신자로 기용된 금융 담당 대신 및 우정 개혁 담당 대신은 민주당 부대표인 지미 쇼자부로가 계속 맡았고 이 개조내각에서는 민주당 정권으로서는 처음으로 민간인을 각료로 맞이하여 총무대신 겸 지역 주권 전략 담당 대신에 가타야마 요시히로 전 돗토리현지사를 기용했다.
하토야마 내각에서는 어느 정도로 위임되고 있던 부대신과 대신 정무관 인사에서는 수상 관저의 주도로 단행되었고 오자와 지지파로부터 적극적으로 기용하는 등 당내 융화에 일정한 배려를 보이기도 했다. ‘탈 오자와’노선에 대한 평가가 계속되면서 참의원 선거 전부터 계속 침체되고 있던 내각 지지율도 일제히 60%대까지 회복되면서 일부 여론조사에서는 6월에 내각이 발족했을 당시의 지지율을 뛰어넘기도 했다.
간 총리는 내각 조성 후에 가진 기자회견에서 이 개조내각을 ‘거당체제’인 것을 어필해 ‘412명 내각’(412人内閣, 민주당 소속 전체 의원을 뜻함)이라고 표현하여 ‘유언실행 내각’(有言実行内閣)이라는 이름을 붙였다.

## 국무대신
| 출신 당파 : 비 국회의원 민주당 국민신당 (발족시 : 민주당 15, 국민신당 1, 비 국회의원 1) |

| 직책                                             | 대수 | 성명              | 성명 | 주요 경력                                     | 임시 대리 순위 | 재직 기간                          | 비고                               |
| ------------------------------------------------ | ---- | ----------------- | ---- | --------------------------------------------- | -------------- | ---------------------------------- | ---------------------------------- |
| 내각총리대신                                     | 94   | 간 나오토         |      | 중의원 민주당 (간 그룹)                       | -              | 2010년 9월 17일 ~ 2011년 1월 14일  | 민주당 대표                        |
| 총무대신                                         |      | 가타야마 요시히로 |      | 비 국회의원                                   | -              | 2010년 9월 17일 ~ 2011년 1월 14일  |                                    |
| 법무대신                                         |      | 야나기다 미노루   |      | 참의원 민주당 (가와바타 그룹) (하토야마 그룹) | -              | 2010년 9월 17일 ~ 2010년 11월 22일 | 납치 문제 담당                     |
| 법무대신                                         |      | 센고쿠 요시토     |      | 중의원 민주당 (마에하라 그룹)                 |                | 2010년 11월 22일 ~ 2011년 1월 14일 | 납치 문제 담당                     |
| 외무대신                                         |      | 마에하라 세이지   |      | 중의원 민주당 (마에하라 그룹)                 | 2              | 2010년 9월 17일 ~ 2011년 1월 14일  |                                    |
| 재무대신                                         |      | 노다 요시히코     |      | 중의원 민주당 (노다 그룹)                     | -              | 2010년 9월 17일 ~ 2011년 1월 14일  |                                    |
| 문부과학대신                                     |      | 다카키 요시아키   |      | 중의원 민주당 (가와바타 그룹)                 | -              | 2010년 9월 17일 ~ 2011년 1월 14일  | 국립국회도서관 연락조정위원회 위원 |
| 후생노동대신                                     |      | 호소카와 리쓰오   |      | 중의원 민주당 (간 그룹)                       | 5              | 2010년 9월 17일 ~ 2011년 1월 14일  |                                    |
| 농림수산대신                                     |      | 가노 미치히코     |      | 중의원 민주당 (하타 그룹)                     | 3              | 2010년 9월 17일 ~ 2011년 1월 14일  |                                    |
| 경제산업대신                                     |      | 오하타 아키히로   |      | 중의원 민주당 (하토야마 그룹)                 | -              | 2010년 9월 17일 ~ 2011년 1월 14일  |                                    |
| 국토교통대신                                     |      | 마부치 스미오     |      | 중의원 민주당 (무파벌)                        | -              | 2010년 9월 17일 ~ 2011년 1월 14일  | 해양 정책 담당                     |
| 환경대신                                         |      | 마쓰모토 류       |      | 중의원 민주당 (요코미치 그룹)                 | -              | 2010년 9월 17일 ~ 2011년 1월 14일  |                                    |
| 방위대신                                         |      | 기타자와 도시미   |      | 참의원 민주당 (하타 그룹)                     | 4              | 2010년 9월 17일 ~ 2011년 1월 14일  |                                    |
| 내각관방장관                                     |      | 센고쿠 요시토     |      | 중의원 민주당 (마에하라 그룹)                 | 1              | 2010년 9월 17일 ~ 2011년 1월 14일  |                                    |
| 국가공안위원회 위원장                            |      | 오카자키 도미코   |      | 참의원 민주당 (간 그룹) (요코미치 그룹)       | -              | 2010년 9월 17일 ~ 2011년 1월 14일  |                                    |
| 내각부 특명담당대신 (오키나와 및 북방 대책 담당) |      | 마부치 스미오     |      | 중의원 민주당 (무파벌)                        | -              | 2010년 9월 17일 ~ 2011년 1월 14일  |                                    |
| 내각부 특명담당대신 (방재 담당)                  |      | 마쓰모토 류       |      | 중의원 민주당 (요코미치 그룹)                 | -              | 2010년 9월 17일 ~ 2011년 1월 14일  |                                    |
| 내각부 특명담당대신 (금융 담당)                  |      | 지미 쇼자부로     |      | 참의원 국민신당                               | -              | 2010년 9월 17일 ~ 2011년 1월 14일  | 우정 개혁 담당                     |
| 내각부 특명담당대신 (소비자 및 식품 안전 담당)   |      | 오카자키 도미코   |      | 참의원 민주당 (간 그룹) (요코미치 그룹)       | -              | 2010년 9월 17일 ~ 2011년 1월 14일  |                                    |
| 내각부 특명담당대신 (저출산 대책 담당)           |      | 오카자키 도미코   |      | 참의원 민주당 (간 그룹) (요코미치 그룹)       | -              | 2010년 9월 17일 ~ 2011년 1월 14일  |                                    |
| 내각부 특명담당대신 (남녀 공동 참가 담당)        |      | 오카자키 도미코   |      | 참의원 민주당 (간 그룹) (요코미치 그룹)       | -              | 2010년 9월 17일 ~ 2011년 1월 14일  |                                    |
| 내각부 특명담당대신 (경제 재정 정책 담당)        |      | 가이에다 반리     |      | 중의원 민주당 (하토야마 그룹)                 | -              | 2010년 9월 17일 ~ 2011년 1월 14일  |                                    |
| 내각부 특명담당대신 (지역 주권 추진 담당)        |      | 가타야마 요시히로 |      | 비 국회의원                                   | -              | 2010년 9월 17일 ~ 2011년 1월 14일  | 지역활성화 담당                    |
| 내각부 특명담당대신 (과학 기술 정책 담당)        |      | 가이에다 반리     |      | 중의원 민주당 (하토야마 그룹)                 | -              | 2010년 9월 17일 ~ 2011년 1월 14일  | 우주 개발 담당                     |
| 내각부 특명담당대신 (‘새로운 공공’ 담당)         |      | 겐바 고이치로     |      | 중의원 민주당 (무파벌)                        | -              | 2010년 9월 17일 ~ 2011년 1월 14일  | 국가 전략 담당                     |
| 내각부 특명담당대신 (행정 쇄신 담당)             |      | 무라타 렌호       |      | 참의원 민주당 (노다 그룹)                     | -              | 2010년 9월 17일 ~ 2011년 1월 14일  | 공무원 제도 개혁 담당              |
| 1. 2. 3. 4. 5. 6. 7.                             |      |                   |      |                                               |                |                                    |                                    |

## 내각관방부장관·내각법제국 장관
| 직책            | 성명              | 담당      | 소속                          | 비고 |
| --------------- | ----------------- | --------- | ----------------------------- | ---- |
| 내각관방부장관  | 후루카와 모토히사 | 정무 담당 | 중의원, 민주당(마에하라 그룹) | 재임 |
| 내각관방부장관  | 후쿠야마 데쓰로   | 정무 담당 | 참의원, 민주당(마에하라 그룹) | 재임 |
| 내각관방부장관  | 다키노 긴야       | 사무 담당 | 전 총무사무차관               | 재임 |
| 내각법제국 장관 | 가지타 신이치로   |           | 전 내각법제차장               | 재임 |

- 2010년 9월 17일 임명.

## 내각총리대신 보좌관
| 직책                | 성명          | 담당                    | 소속                          | 비고 |
| ------------------- | ------------- | ----------------------- | ----------------------------- | ---- |
| 내각총리대신 보좌관 | 오가와 가쓰야 | 농어촌 지역 활성화 담당 | 참의원, 민주당(하토야마 그룹) | 재임 |
| 내각총리대신 보좌관 | 데라타 마나부 | 행정 쇄신 및 홍보 담당  | 중의원, 민주당(간 그룹)       | 재임 |
| 내각총리대신 보좌관 | 가토 고이치   | 국가 전략 담당          | 중의원, 민주당(간 그룹)       |      |

- 2010년 9월 21일 임명.

## 부대신
| 직책            | 성명              | 소속                          | 비고                              |
| --------------- | ----------------- | ----------------------------- | --------------------------------- |
| 내각부 부대신   | 아즈마 쇼조       | 중의원, 민주당(오자와 그룹)   |                                   |
| 내각부 부대신   | 스에마쓰 요시노리 | 중의원, 민주당(간 그룹)       |                                   |
| 내각부 부대신   | 히라노 다쓰오     | 중의원, 민주당(오자와 그룹)   |                                   |
| 총무 부대신     | 스즈키 가쓰마사   | 중의원, 민주당(오자와 그룹)   |                                   |
| 총무 부대신     | 히라오카 히데오   | 중의원, 민주당(간 그룹)       | 직무 변경(내각부 부대신으로 옮김) |
| 법무 부대신     | 오가와 도시오     | 참의원, 민주당(간 그룹)       |                                   |
| 외무 부대신     | 마쓰모토 다케아키 | 중의원, 민주당(노다 그룹)     |                                   |
| 외무 부대신     | 반노 유타카       | 중의원, 민주당                |                                   |
| 재무 부대신     | 이가라시 후미히코 | 중의원, 민주당                |                                   |
| 재무 부대신     | 사쿠라이 미쓰루   | 참의원, 민주당                |                                   |
| 문부과학 부대신 | 사사키 류조       | 중의원, 민주당                |                                   |
| 문부과학 부대신 | 스즈키 간         | 참의원, 민주당(하토야마 그룹) | 재임                              |
| 후생노동 부대신 | 후지무라 오사무   | 중의원, 민주당(노다 그룹)     | 직무 변경(외무부대신으로 옮김)    |
| 후생노동 부대신 | 고미야마 요코     | 중의원, 민주당(마에하라 그룹) |                                   |
| 농림수산 부대신 | 시노하라 다카시   | 중의원, 민주당                | 재임                              |
| 농림수산 부대신 | 쓰쓰이 노부타카   | 중의원, 민주당(요코미치 그룹) |                                   |
| 경제산업 부대신 | 마쓰시타 다다히로 | 중의원, 국민신당              | 재임                              |
| 경제산업 부대신 | 이케다 모토히사   | 중의원, 민주당(간 그룹)       | 직무 변경(재무부대신으로 옮김)    |
| 국토교통 부대신 | 미쓰이 와키오     | 중의원, 민주당(다루토코 그룹) |                                   |
| 국토교통 부대신 | 이케구치 슈지     | 중의원, 민주당                |                                   |
| 환경 부대신     | 곤도 쇼이치       | 중의원, 민주당                |                                   |
| 방위 부대신     | 아즈미 준         | 중의원, 민주당                |                                   |

- 2010년 9월 21일 임명.

## 대신 정무관
| 직책                | 성명              | 소속                          | 비고 |
| ------------------- | ----------------- | ----------------------------- | ---- |
| 내각부대신 정무관   | 아쿠쓰 유키히코   | 중의원, 민주당(간 그룹)       |      |
| 내각부대신 정무관   | 소노다 야스히로   | 중의원, 민주당(하타 그룹)     |      |
| 내각부대신 정무관   | 와다 다카시       | 중의원, 민주당                |      |
| 총무대신 정무관     | 우치야마 아키라   | 중의원, 민주당(오자와 그룹)   |      |
| 총무대신 정무관     | 오사카 세이지     | 중의원, 민주당                |      |
| 총무대신 정무관     | 모리타 다카시     | 참의원, 국민신당              |      |
| 법무대신 정무관     | 구로이와 다카히로 | 중의원, 민주당                |      |
| 외무대신 정무관     | 기쿠타 마키코     | 중의원, 민주당                |      |
| 외무대신 정무관     | 야마하나 이쿠오   | 중의원, 민주당(요코미치 그룹) |      |
| 외무대신 정무관     | 도쿠나가 히사시   | 참의원, 민주당(마에하라 그룹) | 재임 |
| 재무대신 정무관     | 요시다 이즈미     | 중의원, 민주당(하토야마 그룹) |      |
| 재무대신 정무관     | 오다치 모토유키   | 참의원, 민주당                |      |
| 문부과학대신 정무관 | 류 히로후미       | 중의원, 민주당                |      |
| 문부과학대신 정무관 | 하야시 구미코     | 참의원, 민주당                |      |
| 후생노동대신 정무관 | 오카모토 미쓰노리 | 중의원, 민주당                |      |
| 후생노동대신 정무관 | 고바야시 마사오   | 참의원, 민주당                |      |
| 농림수산대신 정무관 | 다나부 마사요     | 중의원, 민주당                |      |
| 농림수산대신 정무관 | 마쓰키 겐코       | 중의원, 민주당(오자와 그룹)   |      |
| 경제산업대신 정무관 | 다지마 가나메     | 중의원, 민주당                |      |
| 경제산업대신 정무관 | 나카야마 요시카쓰 | 중의원, 민주당(하토야마 그룹) |      |
| 국토교통대신 정무관 | 고이즈미 도시아키 | 중의원, 민주당                |      |
| 국토교통대신 정무관 | 쓰가와 쇼고       | 중의원, 민주당(무파벌)        | 재임 |
| 국토교통대신 정무관 | 이치무라 고이치로 | 중의원, 민주당                |      |
| 환경대신 정무관     | 히다카 다케시     | 중의원, 민주당(오자와 그룹)   |      |
| 방위대신 정무관     | 마쓰모토 다이스케 | 중의원, 민주당                |      |
| 방위대신 정무관     | 히로타 하지메     | 참의원, 민주당                |      |

- 2010년 9월 21일 임명.

## 내각의 움직임

### 2010년

#### 9월
- 9월 14일 - 간 나오토 내각총리대신이 민주당 대표 선거에서 재선에 성공함.
- 9월 17일 - 간 개조내각이 발족됨.
- 9월 23일 - 간 총리가 제63회 국제 연합 총회에 참석.
- 9월 24일 -
  - 간 총리가 국제 연합 총회의 일반 토론 연설에서 총액 85억 달러에 이르는 개발도상국 지원책과 온실 가스 효과의 25%를 삭감하겠다는 목표를 밝혔음.
  - 정부가 곤약 젤리의 ‘형태와 딱딱함’의 기준을 결정하는 프로젝트 팀 ‘곤약 넣은 젤리 등의 물성·형상 등 개선에 관한 연구회’를 발족하였음.

#### 10월
- 10월 1일 - 제176회 국회가 개회됨.
- 10월 5일 - 간 총리가 제8차 아시아 유럽 정상회의에 참석함.
- 10월 6일 - 영주 외국인에게의 지방참정권(선거권) 부여에 대해 간 총리는 중의원에서의 대정부 질문에서 “최고재판소의 판결로 헌법상 금지되고 있는 것이 아니라면 해제하는 것이 충분하다”라고 말해 참정권 부여에 찬성 입장을 밝혔음.
- 10월 15일 - 간 총리가 민주당 대표 선거 후보로 출마할 당시 공약을 내건 “국가 공무원의 총 인건비 2할 삭감”을 철회하였음.

#### 11월
- 11월 16일 - 대한민국 정부에 대해서는 구 조선총독부를 통해 일본에 건너온 조선왕실의궤 등 합계 1,205권의 도서 반환을 결정짓는 한일도서협정의 국회 승인을 요구하는 각의 결정을 내렸음.
- 11월 19일 - 영주 외국인에게의 지방참정권(선거권) 부여에 대해 “헌법상의 국민 주권의 원리와 반드시 모순되는 것은 아니다”라고 하는 답변서를 각의 결정을 내렸음.
- 11월 22일 - 야나기다 미노루 법무대신이 국회를 경시한 발언에 대한 책임을 지고 사의를 표명.
- 11월 26일 - 센카쿠 열도 중국 어선 충돌 사건의 대응이 부적절하다고 판단한 참의원에서는 센고쿠 요시토 내각관방장관에 대한 문책결의안이 찬성 127, 반대 111의 찬성 다수로 가결되었고, 다음날인 27일에 같은 안건으로 마부치 스미오 국토교통대신에 대한 문책결의안이 가결되었음.
- 11월 29일 - 영주 외국인에게의 지방참정권(선거권) 부여에 대해서 1995년에 기각된 ‘영주 외국인에게의 지방참정권 부여를 요구하는 재판’으로 재일 한국인을 달래는 의미로 정치적 배려로서 내놓았고 방론 부분을 “최대한 존중해야 한다”라는 내용의 답변서를 각의 결정을 내렸음.

#### 12월
- 12월 10일 - 자유민주당 모리 마사코 참의원 의원에 의한 “각료가 국회에서 허위로 답변했을 경우 이 각료에게는 어떠한 정치적·도의적 책임이 생긴다고 생각할 수 있을 것인가” 라는 질문주의서[9]에 대해 “질문에 대해서는 답변의 내용 여하에 의하는 것이라고 생각한다” 라고 “허위 답변의 책임은 답변하는 대로”라는 답변서를 결정했음.[10]
- 12월 25일 - 간 총리가 일어나라 일본에게 연립 정권의 참여를 요청했지만 이틀 후인 27일에 히라누마 다케오 대표가 이를 거부했음.

### 2011년

#### 1월
- 1월 14일 - 간 총리가 두 번째의 내각 개조를 단행하면서 간 제2차 개조내각을 발족했음.

#### 2월
- 2월 4일 - 국회에서 각료가 허위 답변을 하였어도 내용에 따라 반드시 정치적·도의적 책임은 생기지 않는다고 한 2010년 12월의 정부 답변에 대해서 철회를 요구한 자유민주당 야마타니 에리코 참의원 의원의 질문주의서[11]에 대해 다음과 같은 내용의 답변서를 제출했다.[12]

각료가 국회에서 허위로 답변을 했을 경우 해당 각료에게 어떠한 정치적·도의적 책임이 생길까에 대해서는 해당 답변의 취지, 내용, 해당 답변에 이른 경위 등을 근거로 하고 개별 구체적으로 판단되어야 한다라는 취지를 말한 것이어서 ‘국민에 대한 신뢰를 손상시키는 것’이다라는 지적은 맞지 않고 동 답변서를 철회할 필요는 없다고 생각한다.

이에 대해 산케이 신문은 “‘국회에서의 허위 답변 용인’의 답변서는 철회하지 않았다”라고 보도했다.